# 徳島東映
徳島東映（とくしまとうえい）は、徳島県徳島市東新町の東新町商店街にあった東映系列の映画館。

## 概要
1946年に東映系列の映画館として開業。1968年には書店やショッピングセンターなどを含む商業ビルに改築し、同ビルの3階で営業を行っていた。座席数は352席。
2001年12月にオープンした北島町のシネマサンシャイン北島開業後、入館者が激減し、2003年6月30日をもって閉館（最後の作品は『二重スパイ』）。なお、この1年2ヵ月後の2004年8月31日には高知東映も閉館したため、四国4県から東映系列映画館がすべて姿を消している。
跡地にはしんまち劇場707がオープンしたが、同施設は2005年12月をもって閉館した。

## 沿革
- 1946年 - オープン。
- 2003年6月30日 - 閉館。